# Borussia Dortmund
Ballspielverein Borussia 09 e. V. Dortmund, thường được biết đến là Borussia Dortmund (phát âm tiếng Đức: [boˈʁʊsi̯aː ˈdɔɐ̯tmʊnt] ⓘ), BVB (phát âm [beːfaʊ̯ˈbeː] ⓘ), hoặc đơn giản là Dortmund (phát âm [ˈdɔʁtmʊnt] ⓘ), là một câu lạc bộ thể thao chuyên nghiệp có trụ sở ở Dortmund, Nordrhein-Westfalen. Câu lạc bộ được biết đến nhiều nhất bởi đội bóng đá chuyên nghiệp nam thi đấu ở Bundesliga, hạng đấu hàng đầu của hệ thống giải đấu bóng đá Đức. 
Được thành lập vào năm 1909 bởi 18 cầu thủ bóng đá từ Dortmund, đội bóng đá là một phần của câu lạc bộ thể thao có nhiều thành viên, với hơn 145,000 hội viên, làm cho Borussia Dortmund trở thành câu lạc bộ thể thao lớn thứ ba về số lượng thành viên tại Đức. Câu lạc bộ có các bộ phận hoạt động trong các môn thể thao khác, cụ thể là bóng ném nữ. Kể từ năm 1974, Dortmund đã thi đấu trận sân nhà tại Westfalenstadion; sân vận động này là sân vận động lớn nhất tại Đức, và Dortmund có số lượng cổ động viên trung bình cao hơn bất kỳ câu lạc bộ bóng đá nào trên thế giới.
Với 8 chiếc cúp vô địch quốc gia Đức và 5 cúp DFB Pokal, Dortmund cũng vô địch UEFA Cup Winners' Cup vào năm 1966 (trở thành đội bóng Đức đầu tiên giành danh hiệu tầm châu lục) và giành chức vô địch UEFA Champions League vào năm 1997.
Biệt danh của câu lạc bộ là die Schwarzgelben (Vàng-đen) hay Die Borussen (những người Phổ). Đối thủ truyền kiếp của Dortmund là Schalke 04, là Revierderby (Derby vùng Ruhr). Ngoài ra còn có Borussia Mönchengladbach được gọi là Borussen derby (Derby nước Phổ).
Theo báo cáo tài chính hàng năm của Deloitte, Dortmund được xếp hạng là câu lạc bộ thể thao giàu có thứ hai tại Đức từ năm 2021 , và là đội bóng đá giàu có thứ 12 trên thế giới. Hơn nữa, dưới sự chỉ đạo của Michael Zorc trong những năm 2010, Dortmund đã tạo dựng được danh tiếng trong việc phát hiện và phát triển tài năng trẻ, và vẫn tập trung phát triển hệ thống cầu thủ trẻ làm nòng cốt cho đội bóng. Họ cũng nhận được nhiều lời khen ngợi vì thường xuyên tuân thủ triết lý bóng đá tấn công.

## Lịch sử
Được thành lập vào năm 1909, Dortmund không đạt được danh hiệu nào đáng kể cho đến những năm 1950, khi họ giành chiến thắng hai lần liên tiếp tại Giải Bundesliga vào năm 1956 và 1957. Từ đó Dortmund đã dần trở thành một đội bóng có tên tuổi trong làng bóng đá Đức, Mùa bóng 1962/63 vô địch Bundesliga sau đó Dortmund đoạt chức vô địch  Winners Cup năm 1966 khi đánh bại Liverpool F.C. trong trận chung kết, đó là danh hiệu Châu Âu đầu tiên của CLB. Tuy nhiên phải sau những năm 1990,Schwarzgelben mới thực sự phát triển và trở thành một trong những CLB hùng mạnh cả trong nền bóng đá Đức và cả của Châu Âu, khi trước đó phải đứng dưới cái bóng quá lớn của Bayern Munich, Hamburg và đặc biệt là Borussia Mönchengladbach, đội bóng cùng khu vực Nordrhein-Westfalen.
Sau hai lần liên tiếp đoạt chức vô địch giải quốc gia Đức vào năm 1995 và 1996, Bằng chiến thắng trước Juventus 3-1 tại Olympic Stadium, Borussia Dortmund đã đoạt được vương miện cao quý nhất của bóng đá châu Âu với danh hiệu UEFA Champions League mùa bóng 96/97. Sau đó để bổ sung thêm vào bảng vàng thành tích của mình, BVB còn tiếp tục đoạt nốt danh hiệu Vô địch Cup Liên Lục địa tổ chức tại Tokyo. Người kiến tạo nên những thành công đó cho BVB trong thập niên 90 là huấn luyện viên huyền thoại của CLB Ottmar Hitzfeld.
Trong tất cả các quá trình phát triển của mình Dortmund được biết đến như là một câu lạc bộ có lối chơi mang đậm phong cách Đức, phần lớn các cầu thủ của Dortmund thường là những người thợ đá bóng hơn là những cầu thủ mang đậm tính chất kỹ thuật, tất nhiên cũng có một số ngoại lệ, Andreas Möller, một trong những kỹ thuật gia của Dortmund và cả đội tuyển Đức trong những năm 90, và libero Matthias Sammer có lẽ là cầu thủ vĩ đại nhất trong lịch sử phát triển của câu lạc bộ. Vào đùng thời kỳ đỉnh cao của mình, BVB cũng có những đóng góp to lớn cho chiến thắng của đội tuyển quốc gia tại Euro 1996 với sự góp mặt của những ngôi sao Andy Möller, Matthias Sammer, Stefan Reuter,...
Mùa bóng 1998-99, Dortmund có những kết quả tồi tệ dưới thời của huấn luyện viên Michael Skibbe, họ đã không lọt vào vòng đấu bảng UEFA Champions League, một số hợp đồng mới không đạt kết quả như ý. Chính vì vậy mà Skibbe bị sa thải, qua một vài sự thử nghiệm ngắn ngủi một số huấn luyện viên không đạt yêu cầu, và chỉ đến khi huyền thoại câu lạc bộ Matthias Sammer đứng lên nhận nhiệm vụ lãnh đạo câu lạc bộ trong thời điểm khó khăn. Và như có một phép mầu của chàng trai tóc hung này, người mà huấn luyện viên đội bóng có nhiều cầu thủ già hơn chính mình, đã đưa con thuyền "vàng đen" trở về đúng con đường mà các cổ động viên mong đợi, ngay mùa bóng đầu tiên lãnh đạo BVB đoạt chức vô địch Bundesliga vào chung kết UEFA Cup. Matthias Sammer cũng là huấn luyện viên rất thành công trong việc tạo điều kiện cho nhân tài Đức phát triển: Christoph Metzelder, Sebastian Kehl, Torsten Frings, Lars Ricken....

## Huy hiệu

1945–1964
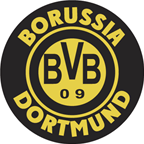
1964–1974
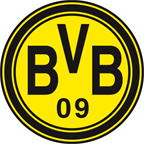
1974–1976 and 1978–1993
1993–2012
2012–nay

## Cơ sở hạ tầng

### Sân vận động

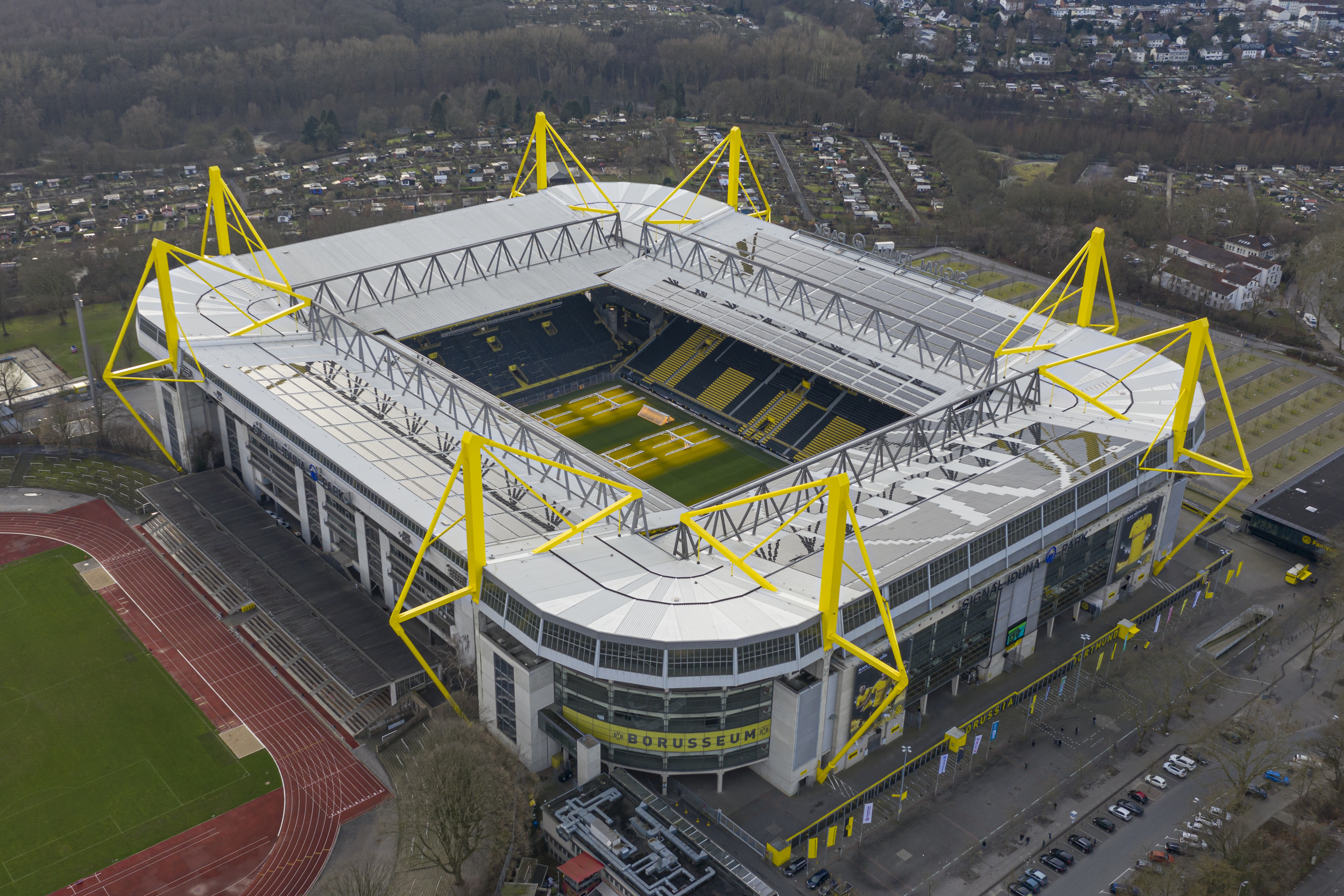
Signal Iduna Park là sân vận động lớn nhất ở Đức, có cả bảo tàng về lịch sử của câu lạc bộ bên trong mang tên Borusseum.

Westfalenstadion là sân nhà của Borussia Dortmund, sân vận động lớn nhất của Đức và lớn thứ bảy ở châu Âu. Sân vận động có tên chính thức là Signal Iduna Park sau khi công ty bảo hiểm Signal Iduna mua quyền đặt tên sân vận động cho đến năm 2021. Tuy nhiên, tên này không thể được sử dụng khi tổ chức các sự kiện của FIFA và UEFA, vì các cơ quan quản lý này có chính sách cấm tập đoàn tài trợ cho các công ty không phải là đối tác chính thức của giải đấu. Trong giai đoạn World Cup 2006, sân vận động được gọi là "Sân vận động FIFA World Cup, Dortmund", trong khi trong các trận đấu của các câu lạc bộ UEFA, nó được gọi là BVB Stadion Dortmund. Sân vận động hiện có sức chứa lên đến 81.359 khán giả (đứng và ngồi) cho các trận đấu giải VĐQG và 65.829 khán giả ngồi cho các trận đấu quốc tế. Đối với những điều này, khán đài phía nam đặc trưng được trang bị lại ghế để phù hợp với các quy định của FIFA.

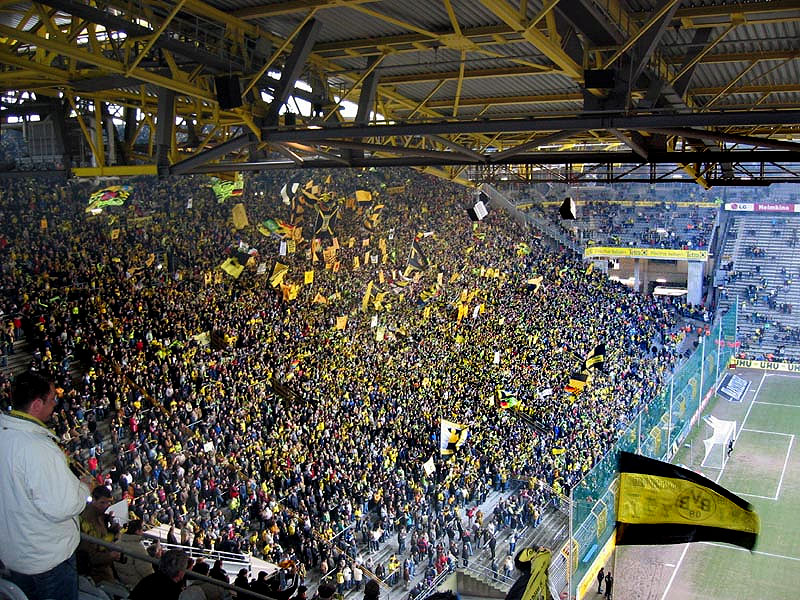
Các cổ động viên của Borussia Dortmund.

Năm 1974, Westfalenstadion thay thế sân Stadion Rote Erde, nằm bên cạnh và bây giờ là sân vận động của Borussia Dortmund II. Sau khi Borussia Dortmund ngày càng nổi tiếng trong những năm 1960, rõ ràng mặt bằng truyền thống là quá nhỏ đối với số lượng cổ động viên ngày càng tăng của Borussia Dortmund. Tuy nhiên, thành phố Dortmund không thể tài trợ cho một sân vận động mới và các tổ chức liên bang không sẵn lòng giúp đỡ. Nhưng vào năm 1971, Dortmund được chọn để thay thế thành phố Cologne, thành phố buộc phải rút lại kế hoạch tổ chức các trận đấu tại World Cup 1974. Các quỹ ban đầu dành cho sân vận động dự kiến ở Cologne do đó đã được phân bổ lại cho Dortmund, và một sân vận động mới đã trở thành hiện thực.
Westfalenstadion đã trải qua nhiều lần cải tạo trong suốt nhiều năm để tăng kích thước của sân vận động, bao gồm cả việc mở rộng sân vận động cho World Cup 2006. Vào năm 2008, Borusseum, một bảo tàng về Borussia Dortmund, được khai trương tại sân vận động. Năm 2011, Borussia Dortmund đồng ý hợp tác với Q-Cells. Công ty đã lắp đặt 8.768 pin mặt trời trên mái nhà của Westfalenstadion để tạo ra 860.000 kWh mỗi năm.
Borussia Dortmund có tỷ lệ dự khán trung bình cao nhất so với bất kỳ câu lạc bộ bóng đá nào trên toàn thế giới. Vào năm 2014, người ta ước tính rằng mỗi trận đấu trên sân nhà của câu lạc bộ có khoảng 1.000 khán giả Anh tham dự, bị thu hút bởi giá vé thấp so với Premier League.

### Sân tập
Sân tập của Borussia Dortmund và cơ sở Học viện Hohenbuschei nằm ở Brackel, một quận của Dortmund.  Bên trong khu phức hợp này có các khu tập luyện thể dục thể thao và phục hồi chức năng người máy, các phòng vật lý trị liệu và massage, cùng các bể chữa bệnh và thủy liệu pháp. Ngoài ra còn có phòng xông hơi khô, phòng xông hơi ướt và phòng tập tạ, phòng học, hội trường, phòng làm việc cho văn phòng phía trước BVB, nhà hàng, studio truyền hình phỏng vấn các cầu thủ bóng đá chuyên nghiệp và ban huấn luyện của BVB cho tổng số BVB!, kênh thuộc sở hữu của câu lạc bộ. Trong khuôn viên có năm sân cỏ, hai trong số đó có hệ thống sưởi dưới đất, một sân cỏ nhân tạo, ba sân cỏ nhỏ và một nhà thi đấu thể thao đa chức năng. Địa điểm này có tổng diện tích là 18.000 m² (190.000 sq ft). Ngoài ra, câu lạc bộ còn sở hữu Footbonaut, một robot huấn luyện có hiệu quả là 14 m² (150 sq ft) lồng huấn luyện.
Khu phức hợp đào tạo và trung tâm biểu diễn trẻ, đặt tại Hohenbuschei, sẽ được mở rộng theo từng giai đoạn cho đến năm 2021. Ngoài ra, Văn phòng Kinh doanh Thể thao sẽ được xây dựng lại hoàn toàn từ đầu. Việc xây dựng theo kế hoạch có chi phí lên tới 20 triệu euro sẽ đưa BVB trở thành câu lạc bộ bóng đá được trang bị tốt nhất cả nước về cơ sở hạ tầng.
Trong Trung tâm Đào tạo Strobelallee, Học viện Bóng đá BVB Evonik có một địa điểm đào tạo nổi bật dành riêng cho học viên. Trong số những người khác, đội Bundesliga từng chuẩn bị cho các trận đấu của họ trên sân tập cũ của câu lạc bộ.

## Trang phục và nhà tài trợ
Đối tác quảng cáo chính và nhà tài trợ áo đấu hiện tại của Dortmund là Evonik. Công ty bảo hiểm Signal Iduna đã mua quyền đặt tên cho Westfalenstadion Signal Iduna Park đến năm 2021. Nhà cung cấp trang phục chính là Puma kể từ mùa giải 2012–13. Hợp đồng hiện có hiệu lực. Câu lạc bộ đã công bố một thỏa thuận với Opel để trở thành nhà tài trợ tay áo đầu tiên từ mùa giải 2017–18.
Ngoài ra, có ba cấp độ đối tác khác nhau: BVBChampionPartner bao gồm Opel, bwin, Brinkhoff's, Wilo, Hankook và EA Sports; BVBPartner bao gồm MAN, Eurowings, Coca-Cola, Ruhr Nachrichten, REWE và Aral; và BVBProduktPartner bao gồm ofo, Westfalenhallen và TEDi.
Kể từ năm 2012, Brixental ở Kitzbühel Alps tại Áo cũng là nhà tài trợ của BVB; hơn nữa, khu vực này là nơi tổ chức một trong những trại huấn luyện mùa hè hàng năm.

### Nhà tài trợ
| Giai đoạn | Thương hiệu | Nguồn  |
| 1974–1990 | Adidas      | [ 20 ] |
| 1990–2000 | Nike        | [ 20 ] |
| 2000–2004 | Goool.de    | [ 21 ] |
| 2004–2009 | Nike        | [ 22 ] |
| 2009–2012 | Kappa       | [ 23 ] |
| 2012–     | Puma        | [ 16 ] |

| Giai đoạn | Nhà tài trợ                                                                     | Nguồn  |
| 1974–1976 | City of Dortmund                                                                | [ 24 ] |
| 1976–1978 | Samson                                                                          | [ 24 ] |
| 1978–1980 | Prestolith                                                                      | [ 24 ] |
| 1980–1983 | UHU                                                                             | [ 24 ] |
| 1983–1986 | Arctic                                                                          | [ 25 ] |
| 1986–1997 | Continentale                                                                    | [ 24 ] |
| 1997–2000 | s.Oliver                                                                        | [ 24 ] |
| 2000–2006 | E.ON                                                                            | [ 24 ] |
| 2006–2007 | !                                                                               | [1]    |
| 2007–2020 | Evonik                                                                          | [1]    |
| 2020–     | 1&1 Ionos (chỉ tại Bundesliga) Evonik (chỉ tại DFB Pokal và đấu trường châu Âu) | [ 26 ] |

| Giai đoạn | Nhà tài trợ | Nguồn  |
| 2017–2022 | Opel        | [ 17 ] |
| 2022–nay  | GLS         | [ 27 ] |

## Danh hiệu

### Quốc nội
- Vô địch nước Đức/Bundesliga
  - Vô địch (8): 1956, 1957, 1963, 1994–95, 1995–96, 2001–02, 2010–11, 2011–12
- Cúp bóng đá Đức
  - Vô địch (5): 1964-65, 1988-89, 2011–12, 2016–17, 2020-21
- Siêu cúp bóng đá Đức
  - Vô địch (6): 1989, 1995, 1996, 2013, 2014, 2019
- Cúp Liên đoàn bóng đá Đức
  - Á quân (1): 2003

### Châu Âu
- UEFA Champions League: 1
  - Vô địch (1): 1996-97
  - Á Quân (2): 2012-13, 2023-24
- UEFA Cup Winners' Cup: 1
  - Vô địch (1): 1965-66
- UEFA Super Cup: 
  - Á quân (1): 1997
- Tập tin:UEFA Cup (adjusted).png Cúp UEFA: 
  - Á quân (2): 1992-93, 2001-02

### Quốc tế
- Intercontinental Cup: 1
  - Vô địch (1): 1997

## Đội trẻ
- Giải U19 Đức
  - Vô địch: 1994, 1995, 1996, 1997, 1998
- Giải U17 Đức
  - Vô địch: 1984, 1993, 1996, 1998
  - Á quân: 1999, 2001, 2006, 2007, 2008
- Giải U19 Bundesliga Tây Đức
  - Vô địch: 2009
- Giải U17 Bundesliga Tây Đức
  - Vô địch: 2008

## Cầu thủ

### Đội hình hiện tại
Tính đến 3 tháng 2 năm 2025
Ghi chú: Quốc kỳ chỉ đội tuyển quốc gia được xác định rõ trong điều lệ tư cách FIFA. Các cầu thủ có thể giữ hơn một quốc tịch ngoài FIFA.
| Số | VT | Quốc gia   | Cầu thủ                                  |
| -- | -- | ---------- | ---------------------------------------- |
| 1  | TM | Thụy Sĩ    | Gregor Kobel                             |
| 2  | HV | Brasil     | Yan Couto (cho mượn từ Manchester City)  |
| 3  | HV | Đức        | Waldemar Anton                           |
| 4  | HV | Đức        | Nico Schlotterbeck (đội trưởng thứ 3)    |
| 5  | HV | Algérie    | Ramy Bensebaini                          |
| 6  | TV | Thổ Nhĩ Kỳ | Salih Özcan                              |
| 7  | TV | Hoa Kỳ     | Giovanni Reyna                           |
| 8  | TV | Đức        | Felix Nmecha                             |
| 9  | TĐ | Guinée     | Serhou Guirassy                          |
| 10 | TV | Đức        | Julian Brandt (đội phó)                  |
| 13 | TV | Đức        | Pascal Groß                              |
| 14 | TĐ | Đức        | Maximilian Beier                         |
| 16 | TĐ | Bỉ         | Julien Duranville                        |
| 17 | TV | Anh        | Carney Chukwuemeka (cho mượn từ Chelsea) |

| Số | VT | Quốc gia  | Cầu thủ                                    |
| -- | -- | --------- | ------------------------------------------ |
| 20 | TV | Áo        | Marcel Sabitzer                            |
| 23 | TV | Đức       | Emre Can (đội trưởng)                      |
| 24 | HV | Thụy Điển | Daniel Svensson (cho mượn từ Nordsjælland) |
| 25 | HV | Đức       | Niklas Süle                                |
| 26 | HV | Na Uy     | Julian Ryerson                             |
| 27 | TĐ | Đức       | Karim Adeyemi                              |
| 31 | TM | Đức       | Silas Ostrzinski                           |
| 33 | TM | Đức       | Alexander Meyer                            |
| 35 | TM | Ba Lan    | Marcel Lotka                               |
| 37 | TĐ | Hoa Kỳ    | Cole Campbell                              |
| 38 | TV | Đức       | Kjell Wätjen                               |
| 39 | HV | Ý         | Filippo Mane                               |
| 43 | TĐ | Anh       | Jamie Gittens                              |

### Cho mượn
Ghi chú: Quốc kỳ chỉ đội tuyển quốc gia được xác định rõ trong điều lệ tư cách FIFA. Các cầu thủ có thể giữ hơn một quốc tịch ngoài FIFA.
| Số | VT | Quốc gia    | Cầu thủ                                                 |
| -- | -- | ----------- | ------------------------------------------------------- |
| —  | TM | Đức         | Diant Ramaj (tại Copenhagen đến 30 tháng 6 năm 2025)    |
| —  | HV | Tây Ban Nha | Guille Bueno (tại Darmstadt 98 đến 30 tháng 6 năm 2025) |
| —  | HV | Pháp        | Soumaila Coulibaly (tại Brest đến 30 tháng 6 năm 2025)  |

| Số | VT | Quốc gia    | Cầu thủ                                                |
| -- | -- | ----------- | ------------------------------------------------------ |
| —  | TĐ | Bờ Biển Ngà | Sébastien Haller (tại Utrecht đến 30 tháng 6 năm 2025) |
| —  | TĐ | Đức         | Youssoufa Moukoko (tại Nice đến 30 tháng 6 năm 2025)   |

### Đội trưởng câu lạc bộ

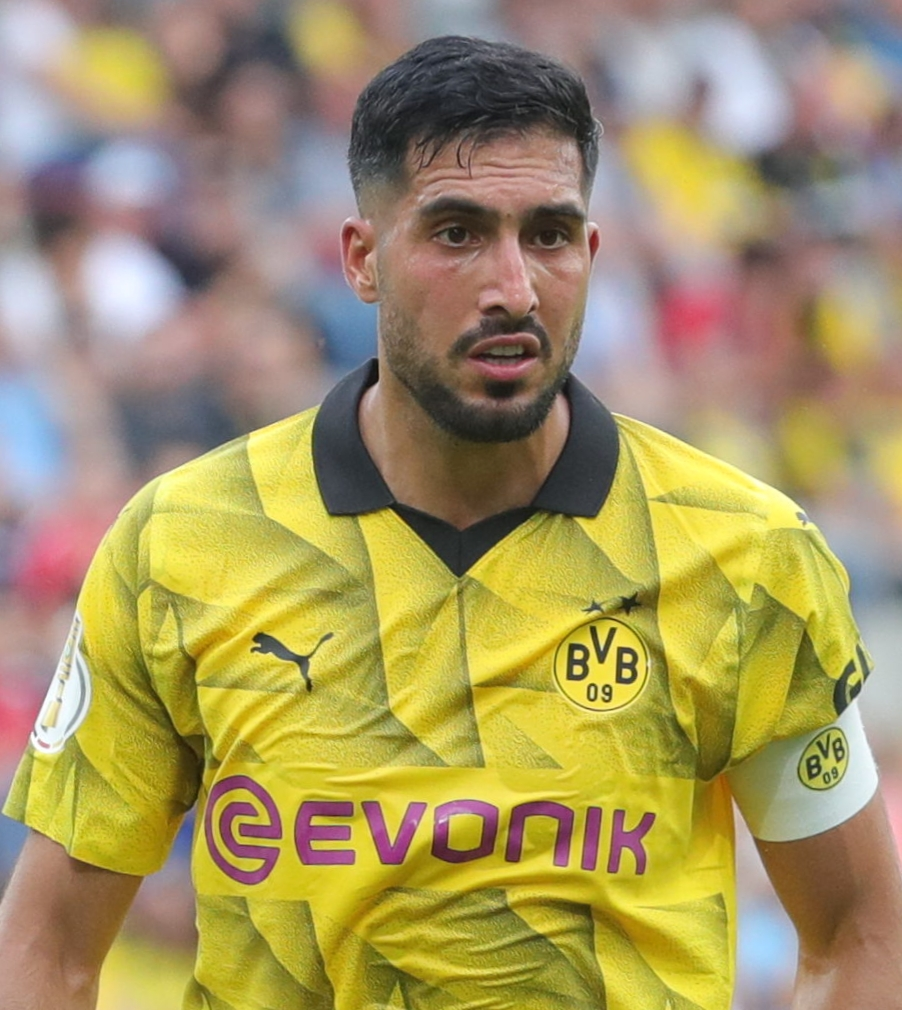
Đội trưởng Emre Can

| Giai đoạn | Tên                 | Ghi chú                                        |
| --------- | ------------------- | ---------------------------------------------- |
| 1963–1965 | Alfred Schmidt      | Đội trưởng đầu tiên trong kỷ nguyên Bundesliga |
| 1965–1968 | Wolfgang Paul       |                                                |
| 1968–1971 | Sigfried Held       |                                                |
| 1971–1974 | Dieter Kurrat       |                                                |
| 1974–1977 | Klaus Ackermann     |                                                |
| 1977–1979 | Lothar Huber        |                                                |
| 1979–1983 | Manfred Burgsmüller |                                                |
| 1983–1985 | Rolf Rüssmann       |                                                |
| 1985–1987 | Dirk Hupe           |                                                |
| 1987–1988 | Frank Mill          |                                                |
| 1988–1998 | Michael Zorc        | Đội trưởng lâu nhất lịch sử Borussia Dortmund  |
| 1998–2003 | Stefan Reuter       |                                                |
| 2003–2004 | Christoph Metzelder |                                                |
| 2004–2008 | Christian Wörns     |                                                |
| 2008–2014 | Sebastian Kehl      |                                                |
| 2014–2016 | Mats Hummels        |                                                |
| 2016–2018 | Marcel Schmelzer    | [ 32 ]                                         |
| 2018–2023 | Marco Reus          | [ 33 ]                                         |
| 2023–     | Emre Can            | [ 34 ]                                         |

## Nhân viên đội bóng

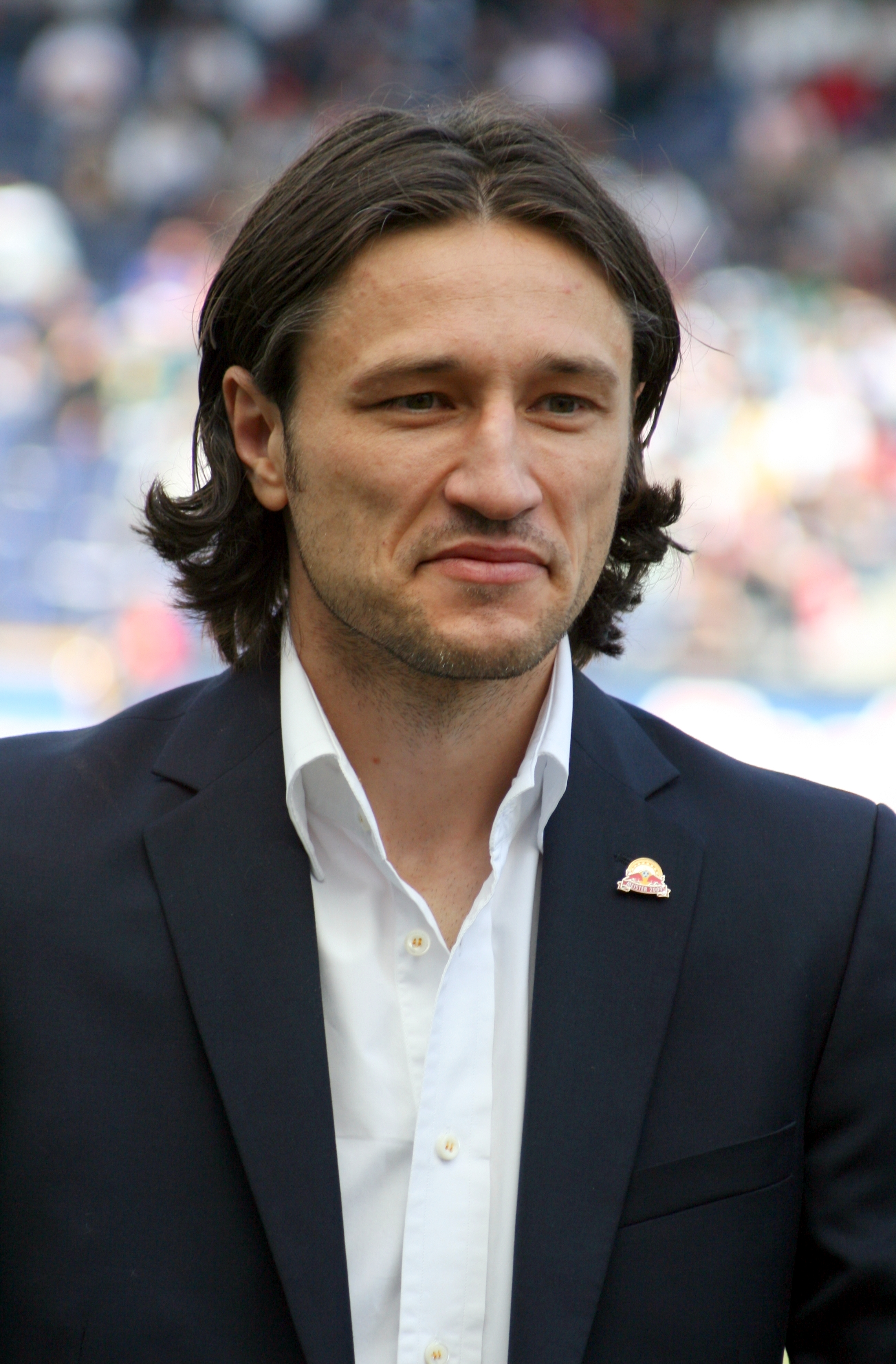
Huấn luyện viên trưởng Niko Kovač

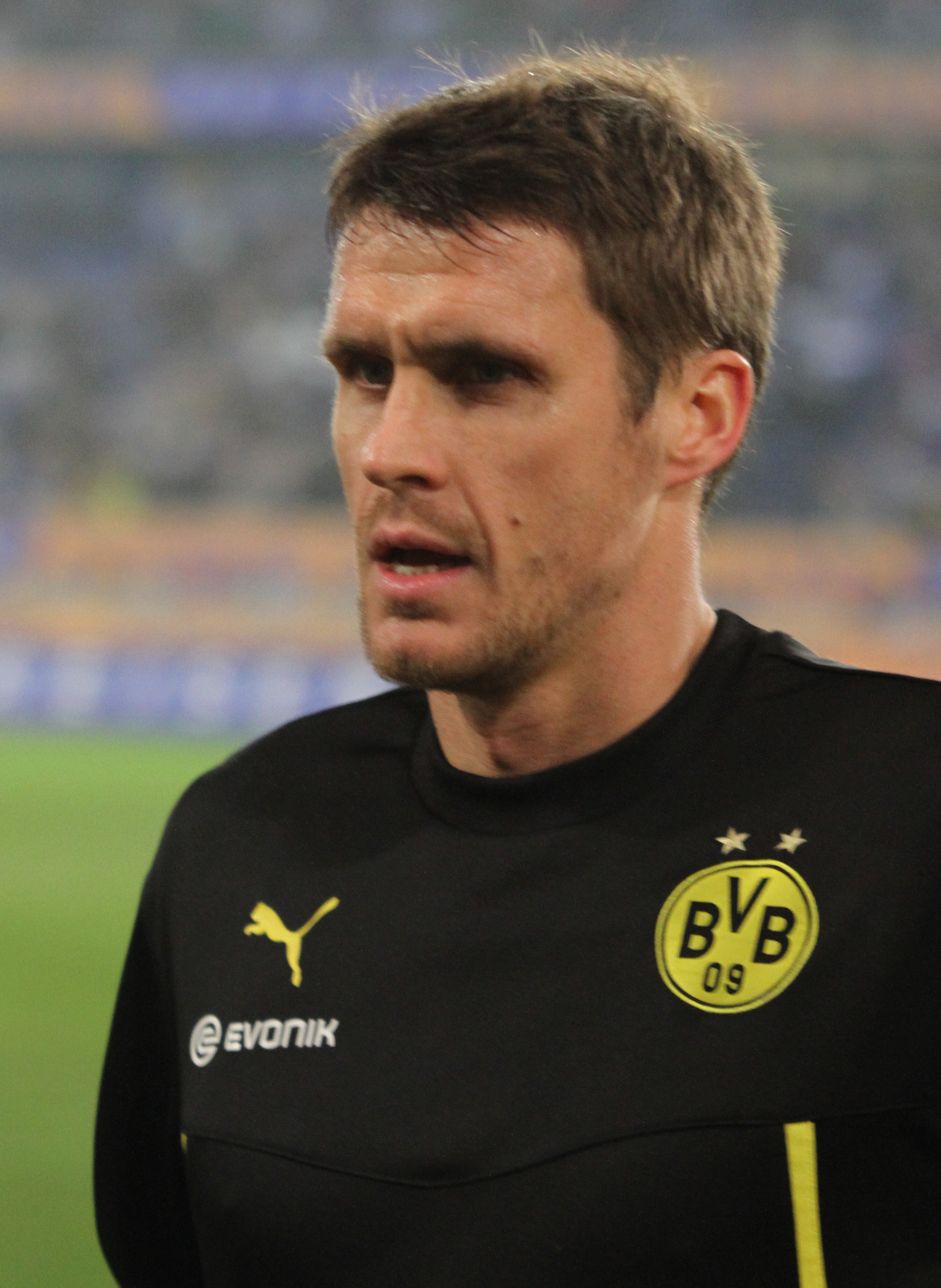
Trưởng đoàn bóng đá hạng nhất Sebastian Kehl

Tính đến 2 tháng 2 năm 2025
| Tên                          | Vị trí                              | Nguồn          |
| Ban huấn luyện               | Ban huấn luyện                      | Ban huấn luyện |
| ---------------------------- | ----------------------------------- | -------------- |
| Niko Kovač                   | Huấn luyện viên trưởng              | [ 35 ]         |
| Robert Kovač Filip Tapalović | Trợ lý huấn luyện viên              | [ 35 ]         |
| Matthias Kleinsteiber        | Huấn luyện viên thủ môn             | [ 35 ]         |
| Bộ phận thể thao             |                                     |                |
| Shad Forsythe                | Trưởng bộ phận thể thao             | [ 35 ]         |
| Mathias Kolodziej            | Huấn luyện viên thể thao            | [ 35 ]         |
| Marcelo Martins              | Huấn luyện viên thể thao            | [ 35 ]         |
| Dennis Morschel              | Huấn luyện viên thể thao            | [ 35 ]         |
| Florian Wangler              | Huấn luyện viên thể thao            | [ 35 ]         |
| Bộ phận y tế                 |                                     |                |
| Dr. Markus Braun             | Bác sĩ đội một                      | [ 36 ]         |
| Thomas Zetzmann              | Giám đốc y tế vật lý trị liệu       | [ 35 ]         |
| Dennis Morschel              | Huấn luyện viên phục hồi chức năng  | [ 35 ]         |
| Swantje Thomßen              | Huấn luyện viên phục hồi chức năng  | [ 35 ]         |
| Thorben Voeste               | Huấn luyện viên phục hồi chức năng  | [ 35 ]         |
| Olaf Wehmer                  | Huấn luyện viên phục hồi chức năng  | [ 35 ]         |
| Dr. Philipp Laux             | Nhà tâm lý học thể thao             | [ 35 ]         |
| Hướng đạo & tuyển trạch      |                                     |                |
| Kai-Norman Schulz            | Điều phối viên công nghệ thể thao   | [ 37 ]         |
| Serdar Ayar                  | Nhà phân tích video                 | [ 38 ]         |
| Markus Pilawa                | Trinh sát trưởng                    | [ 39 ]         |
| Benjamin Frank               | Hướng đạo sinh                      | [ 40 ]         |
| Sebastian Frank              | Hướng đạo sinh                      | [ 40 ]         |
| Jan Heidermann               | Hướng đạo sinh                      | [ 40 ]         |
| Artur Płatek                 | Hướng đạo sinh                      | [ 41 ]         |
| Waldemar Wrobel              | Hướng đạo sinh                      | [ 42 ]         |
| Tổ chức & quản lý            |                                     |                |
| Michael Zorc                 | Giám đốc bóng đá                    | [ 43 ]         |
| Sebastian Kehl               | Trưởng đoàn bóng đá đội một         | [ 44 ]         |
| Edin Terzić                  | Giám đốc kỹ thuật                   | [ 45 ]         |
| Ingo Preuß                   | Trưởng đoàn bóng đá dự bị           | [ 46 ]         |
| Wolfgang Springer            | Trưởng ban thanh niên               | [ 47 ]         |
| Lars Ricken                  | Điều phối viên đội trẻ              | [ 48 ]         |
| Matthias Sammer              | Cố vấn bên ngoài                    | [ 49 ]         |
| Suresh Letchmanan            | Giám đốc BVB Asia Pacific Pte. Ltd. | [ 50 ]         |
| Benjamin Wahl                | Trưởng BVB Trung Quốc               | [ 51 ]         |
| Patrick Owomoyela            | Đại sứ quốc tế                      | [ 52 ]         |
| Karl-Heinz Riedle            | Đại sứ quốc tế                      | [ 53 ]         |
| Roman Weidenfeller           | Đại sứ quốc tế                      | [ 54 ]         |
| Norbert Dickel               | Phát thanh viên sân vận động        | [ 55 ]         |
| Teddy de Beer                | Quản lý quan hệ người hâm mộ        | [ 56 ]         |
| Sigfried Held                | Quản lý quan hệ người hâm mộ        | [ 57 ]         |
| Frank Gräfen                 | Quản lý bộ dụng cụ                  | [ 35 ]         |

### Các huấn luyện viên
Vào tháng 7 năm 1935, Fritz Thelen trở thành huấn luyện viên trưởng toàn thời gian đầu tiên của câu lạc bộ, nhưng không có mặt trong những tháng đầu tiên của mùa giải, buộc cầu thủ Dortmund và tuyển thủ Đức Ernst Kuzorra lên thay. Năm 1966, Willi Multhaup dẫn dắt đội bóng của mình đến với Cúp các nhà vô địch Cúp C1 châu Âu, đội tuyển Đức đầu tiên giành được cúp châu Âu. Horst Köppel là huấn luyện viên mang về chiếc cúp bạc lớn cho câu lạc bộ lần đầu tiên sau hơn 20 năm, vô địch DFB-Pokal năm 1989.
Ottmar Hitzfeld, huấn luyện viên thành công nhất của câu lạc bộ, đã hai lần vô địch Bundesliga và Siêu cúp. Năm 1997, Dortmund đã chờ đợi thành công cấp châu lục trong hơn 30 năm; Hitzfeld đăng quang thời kỳ của mình với một chiến thắng bất ngờ và giành chức vô địch Champions League. Dortmund đã giành được Cúp Liên lục địa vào năm 1997 và huấn luyện viên trưởng Nevio Scala trở thành người đầu tiên và cho đến nay là người không phải là người bản xứ duy nhất giành được một danh hiệu lớn. Vào năm 2001–02, Matthias Sammer, một cựu cầu thủ của BVB, đã mang về chức vô địch giải đấu cho Dortmund. Trong năm 2008–09, câu lạc bộ tiếp cận huấn luyện viên trưởng Mainz 05 Jürgen Klopp. Ông đã giành được danh hiệu vô địch thứ bảy của câu lạc bộ trong năm 2010–11. Trong mùa giải thứ tư của mình, Dortmund đã vô địch Bundesliga và DFB-Pokal để hoàn thành cú đúp danh hiệu và cúp vô địch đầu tiên trong lịch sử câu lạc bộ. Người kế vị Thomas Tuchel đã vô địch DFB-Pokal 2016–17.
Vào ngày 22 tháng 5 năm 2018, Lucien Favre được xác nhận là huấn luyện viên trưởng mới của câu lạc bộ cho mùa giải 2018–19. Ông giành được DFL-Supercup 2019 vào ngày 3 tháng 8 năm 2019.
Vào ngày 12 tháng 12 năm 2020, Dortmund thất bại 5–1 trước VfB Stuttgart. Favre bị sa thải vào ngày hôm sau.
| #  | Quốc tịch                                  | Huấn luyện viên trưởng      | Từ                   | Đến                  | Danh hiệu dành được                              |
| -- | ------------------------------------------ | --------------------------- | -------------------- | -------------------- | ------------------------------------------------ |
| 1  | Đức                                        | Ernst Kuzorra (tạm quyền)   | Tháng 7 năm 1935     | Tháng 8 năm 1935     |                                                  |
| 2  | Đức                                        | Fritz Thelen                | Tháng 9 năm 1935     | Tháng 6 năm 1936     |                                                  |
| 3  | Đức                                        | Ferdinand Swatosch          | Tháng 7 năm 1936     | Tháng 5 năm 1939     |                                                  |
| 4  | Đức                                        | Willi Sevcik                | Tháng 6 năm 1939     | Chưa xác định        |                                                  |
| 5  | Đức                                        | Fritz Thelen                | 10 tháng 1 năm 1946  | 31 tháng 7 năm 1946  |                                                  |
| 6  | Đức                                        | Ferdinand Fabra             | 1 tháng 8 năm 1946   | 31 tháng 7 năm 1948  | 1 Oberliga West                                  |
| 7  | Áo                                         | Eduard Havlicek             | 1 tháng 8 năm 1948   | 31 tháng 7 năm 1950  | 2 Oberliga West                                  |
| 8  | Đức                                        | Hans-Josef Kretschmann      | 1 tháng 8 năm 1950   | 31 tháng 7 năm 1951  |                                                  |
| 9  | Đức                                        | Hans Schmidt                | 1 tháng 8 năm 1951   | 31 tháng 7 năm 1955  | 1 Oberliga West                                  |
| 10 | Đức                                        | Helmut Schneider            | 1 tháng 8 năm 1955   | 31 tháng 7 năm 1957  | 2 Oberliga West, 2 Championships                 |
| 11 | Đức                                        | Hans Tauchert               | 1 tháng 8 năm 1957   | 24 tháng 6 năm 1958  |                                                  |
| 12 | Áo                                         | Max Merkel                  | 14 tháng 7 năm 1958  | 31 tháng 7 năm 1961  |                                                  |
| 13 | Đức                                        | Hermann Eppenhoff           | 1 tháng 8 năm 1961   | 30 tháng 6 năm 1965  | 1 Championship, 1 Cup                            |
| 14 | Đức                                        | Willi Multhaup              | 1 tháng 7 năm 1965   | 30 tháng 6 năm 1966  | 1 European Cup Winners' Cup                      |
| 15 | Đức                                        | Heinz Murach                | 1 tháng 7 năm 1966   | 10 tháng 4 năm 1968  |                                                  |
| 16 | Đức                                        | Oswald Pfau                 | 18 tháng 4 năm 1968  | 16 tháng 12 năm 1968 |                                                  |
| 17 | Đức                                        | Helmut Schneider            | 17 tháng 12 năm 1968 | 17 tháng 3 năm 1969  |                                                  |
| 18 | Đức                                        | Hermann Lindemann           | 21 tháng 3 năm 1969  | 30 tháng 6 năm 1970  |                                                  |
| 19 | Đức                                        | Horst Witzler               | 1 tháng 7 năm 1970   | 21 tháng 12 năm 1971 |                                                  |
| 20 | Đức                                        | Herbert Burdenski           | 3 tháng 1 năm 1972   | 30 tháng 6 năm 1972  |                                                  |
| 21 | Đức                                        | Detlev Brüggemann           | 1 tháng 7 năm 1972   | 31 tháng 10 năm 1972 |                                                  |
| 22 | Đức                                        | Max Michallek               | 1 tháng 11 năm 1972  | 1 tháng 3 năm 1973   |                                                  |
| 23 | Đức                                        | Dieter Kurrat               | 1 tháng 3 năm 1973   | 30 tháng 6 năm 1973  |                                                  |
| 24 | Hungary                                    | János Bédl                  | 1 tháng 7 năm 1973   | 14 tháng 2 năm 1974  |                                                  |
| 25 | Đức                                        | Dieter Kurrat               | 14 tháng 2 năm 1974  | 30 tháng 6 năm 1974  |                                                  |
| 26 | Đức                                        | Otto Knefler                | 1 tháng 7 năm 1974   | 1 tháng 2 năm 1976   |                                                  |
| 27 | Đức                                        | Horst Buhtz                 | 1 tháng 2 năm 1976   | 30 tháng 6 năm 1976  |                                                  |
| 28 | Đức                                        | Otto Rehhagel               | 1 tháng 7 năm 1976   | 30 tháng 4 năm 1978  |                                                  |
| 29 | Đức                                        | Carl-Heinz Rühl             | 1 tháng 7 năm 1978   | 29 tháng 4 năm 1979  |                                                  |
| 30 | Đức                                        | Uli Maslo                   | 30 tháng 4 năm 1979  | 30 tháng 6 năm 1979  |                                                  |
| 31 | Đức                                        | Udo Lattek                  | 1 tháng 7 năm 1979   | 10 tháng 5 năm 1981  |                                                  |
| 32 | Đức                                        | Rolf Bock (tạm quyền)       | 11 tháng 5 năm 1981  | 30 tháng 6 năm 1981  |                                                  |
| 33 | Cộng hòa Liên bang Xã hội chủ nghĩa Nam Tư | Branko Zebec                | 1 tháng 7 năm 1981   | 30 tháng 6 năm 1982  |                                                  |
| 34 | Đức                                        | Karl-Heinz Feldkamp         | 1 tháng 7 năm 1982   | 5 tháng 4 năm 1983   |                                                  |
| 35 | Đức                                        | Helmut Witte (tạm quyền)    | 6 tháng 4 năm 1983   | 30 tháng 6 năm 1983  |                                                  |
| 36 | Đức                                        | Uli Maslo                   | 1 tháng 7 năm 1983   | 23 tháng 10 năm 1983 |                                                  |
| 37 | Đức                                        | Helmut Witte (tạm quyền)    | 23 tháng 10 năm 1983 | 31 tháng 10 năm 1983 |                                                  |
| 38 | Đức                                        | Heinz-Dieter Tippenhauer    | 31 tháng 10 năm 1983 | 15 tháng 11 năm 1983 |                                                  |
| 39 | Đức                                        | Horst Franz                 | 16 tháng 11 năm 1983 | 30 tháng 6 năm 1984  |                                                  |
| 40 | Đức                                        | Timo Konietzka              | 1 tháng 7 năm 1984   | 24 tháng 10 năm 1984 |                                                  |
| 41 | Đức                                        | Reinhard Saftig (tạm quyền) | 25 tháng 10 năm 1984 | 27 tháng 10 năm 1984 |                                                  |
| 42 | Đức                                        | Erich Ribbeck               | 28 tháng 10 năm 1984 | 30 tháng 6 năm 1985  |                                                  |
| 43 | Hungary                                    | Pál Csernai                 | 1 tháng 7 năm 1985   | 20 tháng 4 năm 1986  |                                                  |
| 44 | Đức                                        | Reinhard Saftig             | 21 tháng 4 năm 1986  | 30 tháng 6 năm 1988  |                                                  |
| 45 | Đức                                        | Horst Köppel                | 1 tháng 7 năm 1988   | 30 tháng 6 năm 1991  | 1 Cup, 1 Supercup                                |
| 46 | Đức                                        | Ottmar Hitzfeld             | 1 tháng 7 năm 1991   | 30 tháng 6 năm 1997  | 2 Championships, 2 Supercups, 1 Champions League |
| 47 | Ý                                          | Nevio Scala                 | 1 tháng 7 năm 1997   | 30 tháng 6 năm 1998  | 1 Intercontinental Cup                           |
| 48 | Đức                                        | Michael Skibbe              | 1 tháng 7 năm 1998   | 4 tháng 2 năm 2000   |                                                  |
| 49 | Áo                                         | Bernd Krauss                | 6 tháng 2 năm 2000   | 13 tháng 4 năm 2000  |                                                  |
| 50 | Đức                                        | Udo Lattek (tạm quyền)      | 14 tháng 4 năm 2000  | 30 tháng 6 năm 2000  |                                                  |
| 51 | Đức                                        | Matthias Sammer             | 1 tháng 7 năm 2000   | 30 tháng 6 năm 2004  | 1 Championship                                   |
| 52 | Hà Lan                                     | Bert van Marwijk            | 1 tháng 7 năm 2004   | 18 tháng 12 năm 2006 |                                                  |
| 53 | Đức                                        | Jürgen Röber                | 19 tháng 12 năm 2006 | 12 tháng 3 năm 2007  |                                                  |
| 54 | Đức                                        | Thomas Doll                 | 13 tháng 3 năm 2007  | 19 tháng 5 năm 2008  |                                                  |
| 55 | Đức                                        | Jürgen Klopp                | 1 tháng 7 năm 2008   | 30 tháng 6 năm 2015  | 2 Championships, 1 Cup, 2 Supercups              |
| 56 | Đức                                        | Thomas Tuchel               | 1 tháng 7 năm 2015   | 30 tháng 5 năm 2017  | 1 Cup                                            |
| 57 | Hà Lan                                     | Peter Bosz                  | 1 tháng 7 năm 2017   | 10 tháng 12 năm 2017 |                                                  |
| 58 | Áo                                         | Peter Stöger                | 10 tháng 12 năm 2017 | 30 tháng 6 năm 2018  |                                                  |
| 59 | Thụy Sĩ                                    | Lucien Favre                | 1 tháng 7 năm 2018   | 13 tháng 12 năm 2020 | 1 Supercup                                       |
| 60 | Đức                                        | Edin Terzić (tạm quyền)     | 13 tháng 12 năm 2020 | 30 tháng 6 năm 2021  | 1 Cup                                            |
| 61 | Đức                                        | Marco Rose                  | 1 tháng 7 năm 2021   | 20 tháng 5 năm 2022  |                                                  |
| 62 | Đức                                        | Edin Terzić                 | 23 tháng 5 năm 2022  | 13 tháng 6 năm 2024  |                                                  |
| 63 | Thổ Nhĩ Kỳ                                 | Nuri Şahin                  | 14 tháng 6 năm 2024  | 22 tháng 1 năm 2025  |                                                  |
| 64 | Đức                                        | Mike Tullberg (tạm quyền)   | 22 tháng 1 năm 2025  | 2 tháng 2 năm 2025   |                                                  |
| 65 | Croatia                                    | Niko Kovač                  | 2 tháng 2 năm 2025   |                      |                                                  |